# 复兴东路 (上海)
复兴东路是中国上海市黄浦区南部（原南市区）的一条街道，东西走向。东起外马路，西至西藏南路。长2241米，宽9米到25.7米。
明清时期，复兴东路的中华路环路以内是横贯上海县城的肇嘉浜河道，以及浜北的大东门大街、太平街、西门大街。复兴东路的东段为大码头街。1913年，填埋肇嘉浜的城内河段，浜北的5条街道也归并筑为肇嘉路。1945年，肇嘉路和大码头街统称复兴东路。东端有复兴东路隧道。

## 交会道路（东向西）

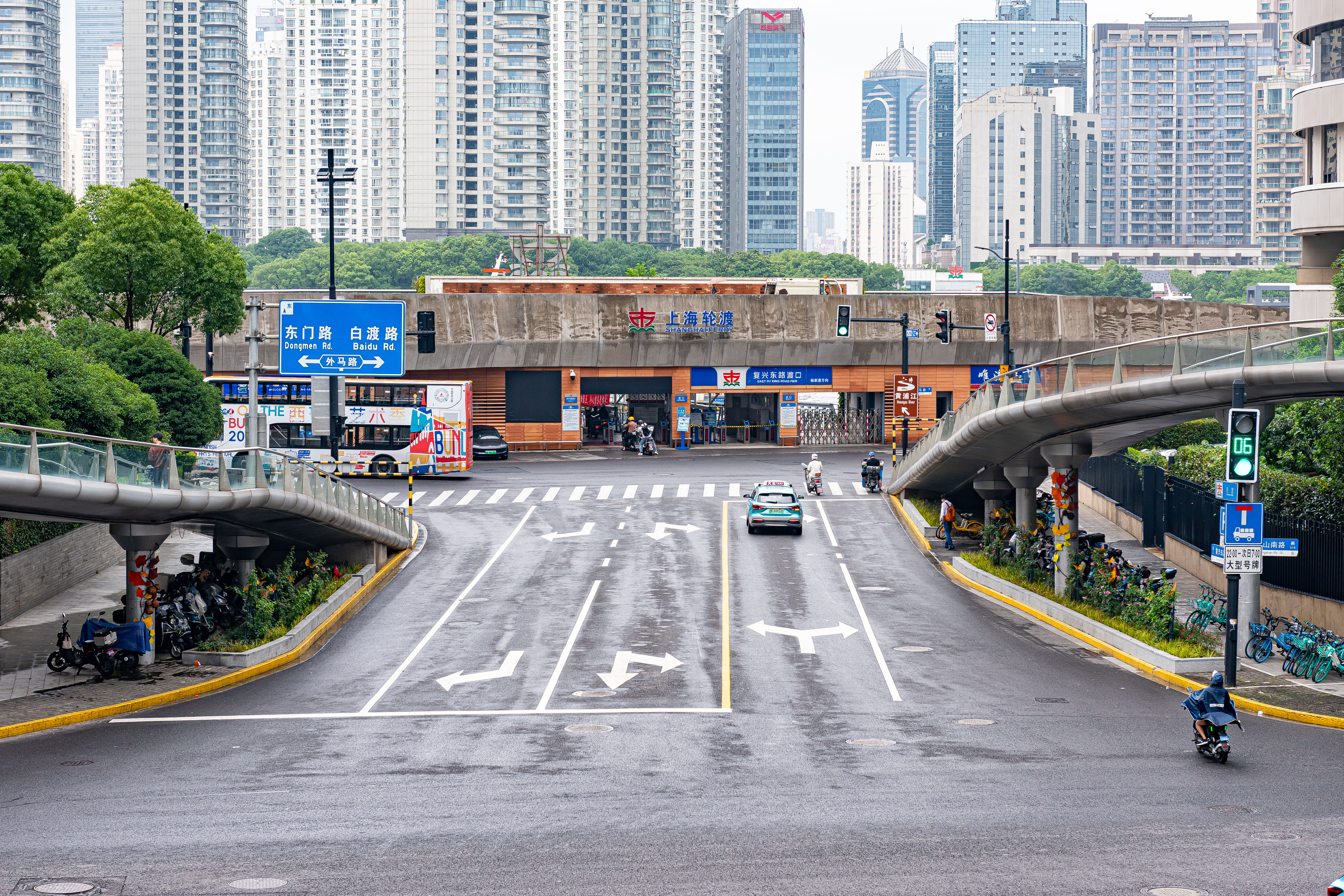
复兴东路东端的复兴东路渡口

- 外马路
- 中山南路
- 豆市街
- 外咸瓜街、如意街
- 悦来街
- 中华路
- 巡道街
- 东街
- 抚安街
- 大夫坊
- 四牌楼路、灵济街
- 光启路、光启南路
- 三牌楼路、望云路
- 河南南路
- 小桃源街
- 松雪街、高家弄
- 庄家街
- 翁家弄
- 曹家街
- 肇方弄、仪凤弄
- 中华路
- 方斜路
- 西藏南路